# ديف لينارد
ديف لينارد (بالإنجليزية: Dave Lennard)‏ هو لاعب كرة قدم ومدرب كرة قدم بريطاني في مركز الوسط، ولد في 31 ديسمبر 1944 في مانشستر في المملكة المتحدة. لعب مع بولتون واندررز وستوكبورت كونتي وكامبريدج يونايتد ولوس أنجلوس أزتكس ونادي بلاكبول ونادي بورنموث ونادي تشستر سيتي ونادي هاليفاكس تاون.